# You Hee-yeol's Sketchbook
Quyển phác thảo của You Hee-yeol (Hangul: 유희열의 스케치북, tiếng Anh: You Hee-yeol's Sketchbook) là chương trình âm nhạc Hàn Quốc gồm talk show và phần trình diễn âm nhạc trực tiếp. Chủ trì của chương trình là You Hee-yeol, thường được biết đến là Toy, một dự án nhóm nhạc. Chương trình được phát sóng từ 24 tháng 4 năm 2009 đến 22 tháng 7 năm 2022.

## Định dạng
Được phát sóng trên kênh KBS2 thứ sáu hàng tuần lúc 12:35 trưa. Chương trình có thời lượng là 80 phút. Mỗi tuần, trung bình sẽ có 3~4 nhạc sĩ xuất hiện. Họ sẽ hát ca khúc của họ và trò chuyện với MC You Hee-yeol khoảng 10~15 phút.

## Danh sách tập
| No. | Tiêu đề  | Nghệ sĩ khách mời                                                                            | Ngày phát sóng chính thức |
| --- | -------- | -------------------------------------------------------------------------------------------- | ------------------------- |
| 1   | "Tập 1"  | Lee Seung-hwan, Lee Sora, Sister's barbershop, Kim Jang-hoon                                 | 24 tháng 4 năm 2009       |
| 2   | "Tập 2"  | Uhm Jung-hwa, Yoon Jong-shin, Kim Jang-hoon, Oh Ji-eun, Jo Sungmo                            | 1 tháng 5 năm 2009        |
| 3   | "Tập 3"  | Shin Dong-yup, Insooni, Common Ground                                                        | 8 tháng 5 năm 2009        |
| 4   | "Tập 4"  | Bobby Kim, Lyn, H-Eugene, Kim Jang-hoon, SG Wannabe, Jisun                                   | 15 tháng 5 năm 2009       |
| 5   | "Tập 5"  | Kim Jin-pyo, Younha, Kara, Giovanni Allevi, Mate                                             | 22 tháng 5 năm 2009       |
| 6   | "Tập 6"  | Xuân hạ thu đông, Wheesung, Linus's Blanket, UPT                                             | 5 tháng 6 năm 2009        |
| 7   | "Tập 7"  | Lena Park, V.O.S, Park Ji-yoon, Phonebooth                                                   | 12 tháng 6 năm 2009       |
| 8   | "Tập 8"  | Jang Kiha and the Faces, Kim Chang-wan Band, Crying Nut, Park Myeong-su, Yoo Jae-suk, K.Will | 19 tháng 6 năm 2009       |
| 9   | "Tập 9"  | MC the Max, Lee Beom-soo, Jung Hoon-hee, Superkid                                            | 26 tháng 6 năm 2009       |
| 10  | "Tập 10" | Lee Seung-chul, Park Kyung-lim, Jang Na-ra, Lee Soo-young, IU                                | 3 tháng 6 năm 2009        |
| 11  | "Tập 11" | No Brain, 2NE1, Lee Jung-hyun, Yoo Seung-chan                                                | 10 tháng 6 năm 2009       |
| 12  | "Tập 12" | Yoo Young-seok, Kyuhyun, Kim Gun-mo, House Rulez, Wax, Go Daddy                              | 17 tháng 6 năm 2009       |
| 13  | "Tập 13" | Yoon Sang, Cho Wonsun, Bulnabang Star Sausage Club, Illak                                    | 14 tháng 6 năm 2009       |
| 14  | "Tập 14" | Drunken Tiger, T, Yoon Do-hyun, Windy City, 4Minute, COOL, GoGoStar, Girls' Generation       | 31 tháng 6 năm 2009       |
| 15  | "Tập 15" | MC Mong, Koh Eugene, Winterplay, FT Island                                                   | 7 tháng 8 năm 2009        |
| 16  | "Tập 16" | Clazziquai, Eun Ji-won & Gilme, Lee Eun-mi                                                   | 14 tháng 8 năm 2009       |
| 17  | "Tập 17" | DJ Koo, Jaurim, Dynamic Duo & Supreme Team, Crying Nut, Dear Cloud                           | 28 tháng 8 năm 2009       |
| 18  | "Tập 18" | Hwayobi, Mate, Oh Ji-eun, Superkid                                                           | 4 tháng 9 năm 2009        |
| 19  | "Tập 19" | Kim Bum-soo, Kim Yeon-woo, Jung In, Jungyeop                                                 | 11 tháng 9 năm 2009       |
| 20  | "Tập 20" | Tei, Baek Ji-young & Taecyeon, No Reply, Beige                                               | 18 tháng 9 năm 2009       |
| 21  | "Tập 21" | Sweet Sorrow, Revival, Hong Jin-kyung & Alex                                                 | 25 tháng 9 năm 2009       |
| 22  | "Tập 22" | Park Hyo-shin, Lee Seung-chul, Lee Byung-woo, Woo Junghoon                                   | 9 tháng 10 năm 2009       |
| 23  | "Tập 23" | Lee Moon-se, Lee Sun-kyun, Jung Won-young Band                                               | 16 tháng 10 năm 2009      |
| 24  | "Tập 24" | Mariah Carey, Leessang, Wheesung, Big Queens                                                 | 23 tháng 10 năm 2009      |
| 25  | "Tập 25" | Lee Soo-young, The Moonshiners & Playgirl, Gavy NJ, Loveholic                                | 30 tháng 10 năm 2009      |
| 26  | "Tập 26" | MC Mong, Taru, Maya, December                                                                | 6 tháng 11 năm 2009       |
| 27  | "Tập 27" | Shin Seung-hun, ALI, SHINee                                                                  | 13 tháng 11 năm 2009      |
| 28  | "Tập 28" | Kim Tae-woo, Lee Young-hyun, K.Will, Naomi                                                   | 20 tháng 11 năm 2009      |
| 29  | "Tập 29" | Hwanhee, Lee Seung-hwa, My Aunt Mary                                                         | 27 tháng 11 năm 2009      |
| 30  | "Tập 30" | SeeYa, Glass case, Jang Hye-jin, H-Eugene                                                    | 4 tháng 12 năm 2009       |
| 31  | "Tập 31" | Bobby Kim, Younha, Lucid Fall                                                                | 11 tháng 12 năm 2009      |
| 32  | "Tập 32" | Eun Ji-won, Kim Kwang-jin, Clazziquai, Deevine                                               | 18 tháng 12 năm 2009      |
| 33  | "Tập 33" | Gummy, Shin Seung-hun, Jang Kiha and the Faces                                               | 25 tháng 12 năm 2009      |
| 34  | "Tập 34" | Leessang, Drunken Tiger & T, IU, MC Sniper                                                   | 1 tháng 1 năm 2010        |
| 35  | "Tập 35" | JYP, Alice in Neverland, Kim Jung-min                                                        | 8 tháng 1 năm 2010        |
| 36  | "Tập 36" | Brian, Supreme Team, Lyn, Peppertones, K.Will, Mario                                         | 15 tháng 1 năm 2010       |
| 37  | "Tập 37" | Kim Jang-hoon, Psy, Lee Jae-hoon                                                             | 22 tháng 1 năm 2010       |
| 38  | "Tập 38" | After School, Kim Jin-pyo, Ra.D, KCM                                                         | 29 tháng 1 năm 2010       |
| 39  | "Tập 39" | 2AM, Kim Yeon-woo, Casker, AB Avenue                                                         | 5 tháng 2 năm 2010        |
| 40  | "Tập 40" | Min Kyung-hoon, 2PM, Dear Cloud, 4men                                                        | 12 tháng 2 năm 2010       |
| 41  | "Tập 41" | Kim Kwangmin, Lyn, Roh Youngshim, Jeongyeop, Kai, Yiruma, Bobby Kim                          | 19 tháng 2 năm 2010       |
| 42  | "Tập 42" | Kim Jong Kook, Lucid Fall, Lisa, Shin Jihoo                                                  | 26 tháng 2 năm 2010       |
| 43  | "Tập 43" | Outsider, Park Hyunbin, E Z Hyung, Lee Younghyun                                             | 5 tháng 5 năm 2010        |
| 44  | "Tập 44" | Jungin, Lee Juck, Nah Yoonkun, Epik High, Ahn Jinkyung                                       | 12 tháng 5 năm 2010       |
| 45  | "Tập 45" | Cho PD, Insooni, K.Will, Eun Ji Won, Okdal, Mr. Two                                          | 19 tháng 5 năm 2010       |
| 46  | "Tập 46" | Yoon Jong-shin, T-ara, M4, December                                                          | 26 tháng 5 năm 2010       |
| 47  | "Tập 47" | Revival, Supreme Team, Jungin, Zoo                                                           | 30 tháng 4 năm 2010       |
| 48  | "Tập 48" | Girls' Generation, Hot Potato, Defconn, Taesabie, Park Sae-byul                              | 7 tháng 5 năm 2010        |
| 49  | "Tập 49" | Bobby Kim, Lee Hyori, Daesung, Yoo Seungchan, Lucid Fall                                     | 14 tháng 5 năm 2010       |
| 50  | "Tập 50" | Rain, Gummy, Lucid Fall, Jung Jaehyung                                                       | 21 tháng 5 năm 2010       |
| 51  | "Tập 51" | Kim Yoon-ah, Norazo, Lucid Fall, Mate                                                        | 28 tháng 5 năm 2010       |
| 52  | "Tập 52" | Wonder Girls, Lyn, Lucid Fall, Rumble Fish                                                   | 4 tháng 6 năm 2010        |
| 53  | "Tập 53" | Lee Seung-Hwan, Lucid Fall, December, 10 cm                                                  | 11 tháng 6 năm 2010       |
| 54  | "Tập 54" | Hwayobi, Lucid Fall, Jeon Jaedeok, Park Joowon, Lee Seokhoon                                 | 18 tháng 6 năm 2010       |
| 55  | "Tập 55" | Verandah Project, Lucid Fall, Flower, Vanilla Lucy                                           | 25 tháng 6 năm 2010       |
| 56  | "Tập 56" | Vibe, Lucid Fall, Seo Youngeun, Jungyeop                                                     | 2 tháng 6 năm 2010        |
| 57  | "Tập 57" | Bobby Kim, Double K, Kil Hakmi, Park Jiman, Yoon Sang, Lee Jiyoung, 8Eight                   | 9 tháng 6 năm 2010        |
| 58  | "Tập 58" | Taeyang, G-Dragon, Cho Kyuchan, Hey, BMK                                                     | 16 tháng 6 năm 2010       |
| 59  | "Tập 59" | Super Junior, JK Kimdongwook, Miss A                                                         | 23 tháng 6 năm 2010       |
| 60  | "Tập 60" | DJ DOC, Cultwo, Kim Kwangmin, Lee Byungwoo, Yoon Sang                                        | 30 tháng 6 năm 2010       |
| 61  | "Tập 61" | V.O.S., Monday Kidz, Park Seunghwa, ALI, Chess                                               | 6 tháng 8 năm 2010        |
| 62  | "Tập 62" | YB, Yoon Jong-shin, Woongsan                                                                 | 13 tháng 8 năm 2010       |

## Liên kết
- You Hee-yeol's Sketchbook official KBS website (tiếng Hàn)